# Synagogue de Bad Königshofen im Grabfeld (1904-1938)

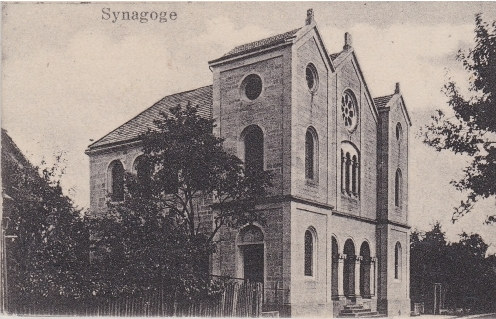
La synagogue de Bad Königshofen im Grabfeld avant la Seconde Guerre Mondiale.

La synagogue de Bad Königshofen im Grabfeld, construite en 1903-1904 au 1 Bamberger Straße (anciennement: An der Untereßfelder Straße), à Bad Königshofen im Grabfeld, petite ville thermale de l'État de Bavière dans l'arrondissement de Rhön-Grabfeld, est ravagée par les nazis lors de la nuit de Cristal. En délabrement après la Seconde Guerre mondiale, le bâtiment est détruit en 1952.

## Histoire de la communauté juive

### La communauté au Moyen Âge
Située au carrefour des routes Bamberg-Fulda et Schweinfurt-Erfurt, la ville de Königshofen, bien desservie par les transports dans les siècles passés, abrite déjà des Juifs au Moyen Âge. Cependant, on sait peu de choses sur eux. En 1298, la communauté de Königshofen est en grande partie anéantie lors du pogrom de Rintfleisch. La persécution suivante touche la communauté accusée d'empoisonnement lors de la peste noire en 1348-1349. Après les persécutions de la période de la peste, il n'y a plus aucune trace d'un établissement juif dans la ville pendant plus de 200 ans.

### DuXVIIIesiècleà l'arrivée au pouvoir d'Hitler
La communauté juive moderne va exister jusqu'à la Seconde Guerre mondiale. Son origine remonte au XVIIIe siècle. Depuis 1746, des Juifs sont mentionnés à Königshofen. Selon une liste trouvée par l'historienne Elisabeth Böhrer dans un dossier des archives d'État de Wurtzbourg, quatre pères de famille juifs sont nommément cités pour l'année 1763 en tant que « Schutzjuden (Juifs protégés) habitant dans le Hochstift et payant un impôt à la Chambre de la cour princière ». En 1789, il y a également quatre familles de Schutzjuden et en 1794 six familles dans la ville.
Au cours du XIXe siècle, le nombre d'habitants juifs évolue comme suit : 22 personnes juives en 1800, 22 en 1810, 24 en 1813, 21 en 1830, 25 en 1839, 38 en 1848, 50 en 1867 représentant 2,5 % des 2 027 habitants de la ville, 64 en 1871, 68 en 1880, 81 en 1890, 89 en 1900, 101 en 1910. En raison de l'arrivée continue de nouveaux habitants en provenance des communes rurales environnantes, le nombre maximum d'habitants juifs est atteint vers 1925. 
Lors de l'établissement des listes de matricules en 1817, cinq chefs de famille juifs sont immatriculés à Königshofen avec mention d'un nouveau nom de famille et de leur activité: Jacob Abraham Einstädter: commerce de détail; Isak Abraham Einstädter: commerce de détail; Löb Abraham Einstädter, négociant; Salomon Levi Strauß, commerce de détail; Behrmann Feist Friedmann, négociant ou depuis 1826, David Friedmann, taverne.
La communauté juive dispose d'une synagogue, d'une école religieuse et d'un mikvé (bain rituel). L'école est installée au milieu du XIXe siècle avec la salle de prière dans la maison appartenant à la communauté juive dans la Rathausstraße. Dans la deuxième moitié du XIXe siècle, l'école religieuse fonctionne en étroite relation avec l'école religieuse de Trappstadt, village située à 8 km, les deux communautés se partageant le même professeur de religion. Les morts de la communauté sont enterrés dans le cimetière juif de Kleinbardorf à 6 km jusqu'en 1920, puis dans un cimetière propre à Königshofen (sur le territoire d'Ipthausen).
Vers 1925, alors que la communauté compte 130 membres soit 6,8 % d'une population totale d'environ 1 900 habitants, les responsables de la communauté sont : Karl Einstädter (président de 1907 à 1932), Jacob Engel, Sali Haas, Albert Malzer et Moses Blechner. Heinrich (Heinz) Adler-Heller est l'enseignant, hazzan (chantre) et shohet (abatteur rituel). Il donne des cours de religion à l'école religieuse de la communauté, qui compte alors 11 enfants juifs scolarisés. Il donne également des cours de religion dans les communes environnantes, par exemple à Höchheim. Les associations juives sont les suivantes : Israelitische Frauenverein (Association des femmes israélites) dont l'objectif est la bienfaisance; la Chewra Kadischa (Société du dernier devoir) apportant l'aide aux personnes endeuillées ; la Synagogenchorverein (Association de la chorale de la synagogue) et la Concordia. La communauté synagogale de Trappstadt à 8 km à l'est de Königshofen, qui ne compte plus que 19 personnes juives et en 1932 seulement 15 personnes, est rattachée à Königshofen. La communauté dépend du rabbinat de district de Burgpreppach. Durant l'année scolaire 1932-1933, le professeur Adler-Heller enseigne encore à 18 enfants à l'école religieuse. Depuis 1932, le président de la communauté juive est Sali Haas, qui succède à Karl Einstädter. Le trésorier de la communauté est Alfred Malzer.

### La période nazie et la fin de la communauté
En 1933, à l'arrivée au pouvoir d'Hitler, 94 personnes juives vivent à Königshofen. Les nazis s'étaient déjà fait remarquer depuis plusieurs années, notamment par les profanations du cimetière juif de la communauté de Königshofen à Ipthausen en 1921, 1925 et 1933. En raison des représailles croissantes et des mesures de boycott, 32 habitants juifs vont quitter la ville jusqu'en 1936. Les marchands de bétail juifs ont pu se maintenir relativement longtemps, jusque vers 1937. De 1936 à 1938, l'enseignant Justin Bernheimer enseigne aux neuf enfants juifs de Königshofen en âge d'être scolarisés ainsi qu'aux enfants de Höchheim. Avant la nuit de Cristal en novembre 1938, 69 habitants juifs réussissent à émigrer dont 32 vers les États-Unis, ou se sont installés dans d'autres villes allemandes comme Meiningen, Francfort-sur-le-Main, Berlin. Cinq sont décédés dans la ville. Après ce pogrom de novembre 1938, d'autres vont émigrer, si bien qu'au début de l'année 1940, seuls 16 membres de la communauté juive vivent encore à Königshofen. Les six derniers doivent quitter leur maison les 20 et 21 août et déménager dans la ville voisine de Kleineibstadt, d'où ils sont déportés en avril 1942 à Kraśniczyn, près de Lublin.
Le mémorial de Yad Vashem de Jérusalem et le Gedenkbuch - Opfer der Verfolgung der Juden unter der nationalsozialistischen Gewaltherrschaft in Deutschland 1933-1945 (Livre commémoratif – Victimes des persécutions des Juifs sous la dictature nazie en Allemagne 1933-1945) répertorient 38 habitants nés, ou ayant vécu longtemps à Königshofen parmi les victimes juives du nazisme. Il existe cependant une incertitude sur quelque unes de ces personnes, qui pourraient appartenir à d'autres communautés juives de localités portant également le nom de Königshofen. 

## Histoire de la synagogue

### La première salle de prière
En raison du nombre encore relativement faible d'habitants juifs au début du XIXe siècle, on suppose qu'une salle de prière n'a été aménagée que dans la première moitié du siècle. Jusqu'en 1904, cette première salle de prière se trouve dans une maison appartenant au président de la communauté juive, Abraham Einstädter, au 3 Rathausstraße, au deuxième étage et ne comprend qu'une seule pièce, tandis que le premier étage abrite l'école religieuse et le rez-de-chaussée le logement du serviteur de la synagogue, un chrétien. Cette petite pièce de prière ne reçoit que peu de lumière et uniquement du côté cours où sont situées des granges. Les hommes prient sur des pupitres séparés et la section des femmes est séparée de celle des hommes non pas par une grille, mais par une cloison avec une ouverture. Dans le rapport suivant sur l'inauguration de la nouvelle synagogue en 1904, la salle de prière est appelée « ancienne synagogue ».

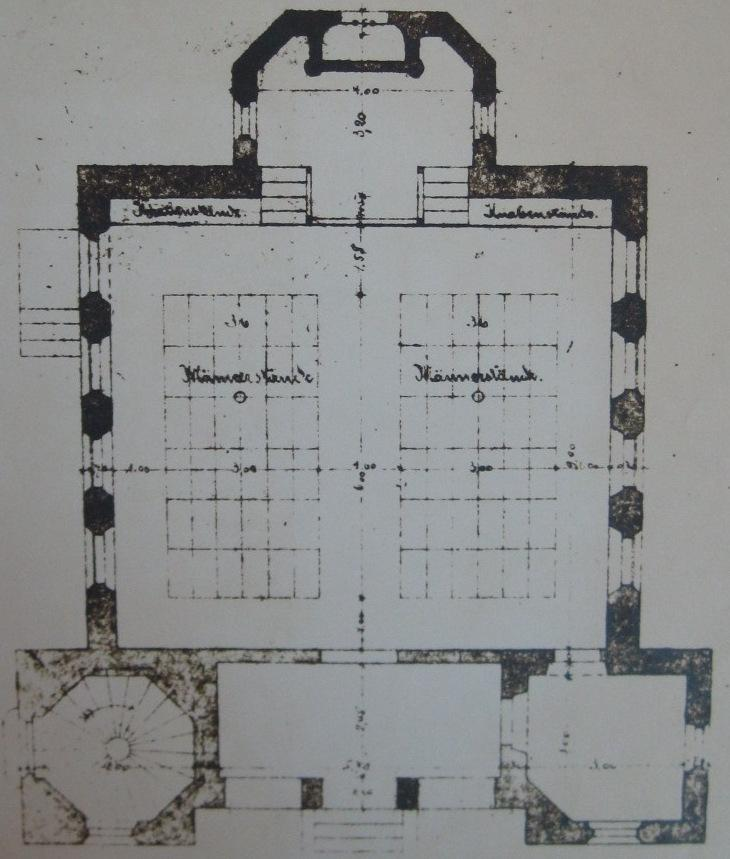
Plan d'architecte du rez-de-chaussée

### Construction d'une synagogue
Vers 1900, le nombre d'habitants juifs a tellement augmenté qu'une nouvelle construction est nécessaire. Le financement est rendu possible, entre autres, par la souscription d'un emprunt. 
« La communauté israélite locale émet un emprunt de 18 000 marks en obligations de 200 marks à 4 % d'intérêt pour la construction de la nouvelle synagogue. »
Un comité est fondé en 1900 pour sa construction. En juillet 1901, la communauté religieuse se met d'accord pour acheter le jardin de la tonnellerie Weber comme emplacement de sa future maison de prière (aujourd'hui 1 Bamberger Straße). Les plans de construction sont élaborés par Georg Michel de Marktbreit, propriétaire d'une carrière de Muschelkalk et fondateur d'une entreprise de construction du même nom. L'architecte local Valentin Trott est chargé de l'exécution. 

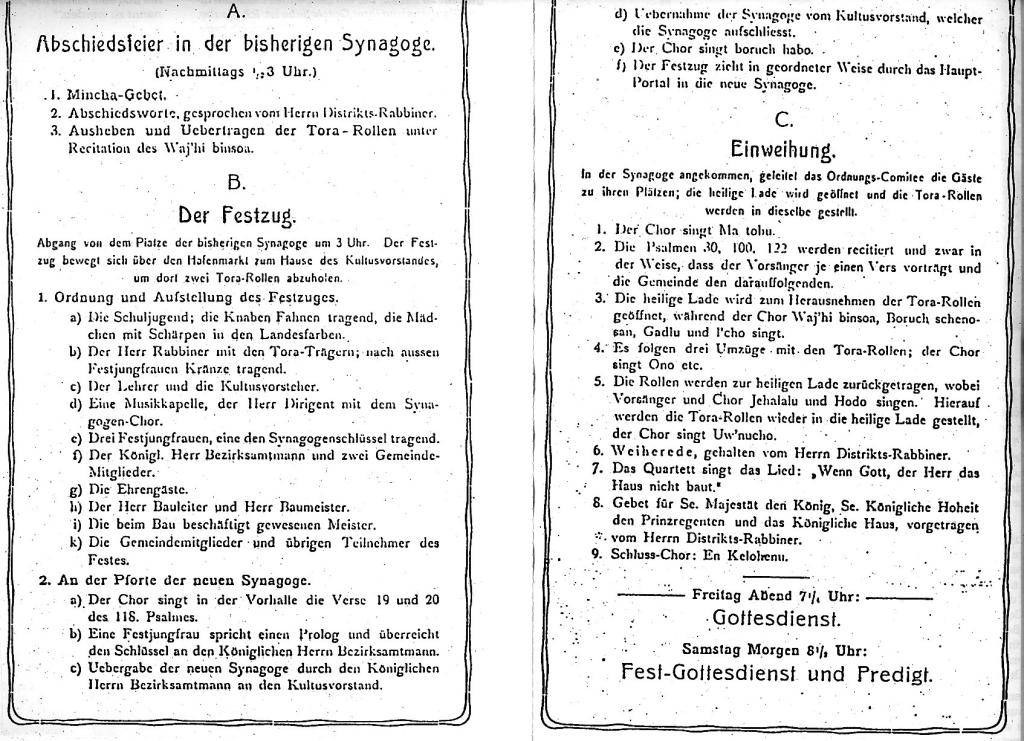
Programme des festivités pour l'inauguration de la synagogue

La synagogue est construite en 1903-1904 au 1 Bamberger Straße (anciennement: An der Untereßfelder Straße) et inaugurée le 29 juillet 1904 lors d'une grande fête organisée par la communauté et toute la ville. Le rabbin de district Dr. Kohn de Burgpreppach procède à l'inauguration. Les journaux juifs, Der Israelit et le Frankfurter Israelitischen Gemeindezeitung donnent un compte-rendu de la cérémonie. 
« La récente cérémonie d'inauguration de la synagogue, qui s'est déroulée conformément au programme et de la manière la plus belle et la plus satisfaisante, peut être considérée à juste titre comme une fête d'honneur et de joie pour la communauté israélite et la municipalité de Königshofen. La fête a été introduite par une cérémonie d'adieu dans l'ancienne synagogue. Après la prière de l'après-midi, le rabbin de district, Dr. Kohn de Burgpreppach, a prononcé des paroles d'adieu qui allaient droit au cœur. Le préfet royal du district, accompagné de deux anciens de la commune, ainsi que les représentants des autorités royales étaient présents au grand complet et ont accompagné le cortège, tout comme le clergé, l'administration municipale avec Messieurs le bourgmestre et les adjoints, le maître d'œuvre Valentin Trott et les maîtres artisans qui ont participé à la construction.
 Devant le portail, M. Thomas, l'administrateurs du district, a adressé à l'assemblée un discours chaleureux qui dépassait largement le cadre d'un discours officiel et qui prouvait à quel point les autorités royales appréciaient les efforts des Israélites de Königshof. Il a loué le sens du sacrifice de la communauté religieuse qui, malgré le peu de moyens dont elle dispose, a construit un lieu de culte qui fait autant honneur à la communauté qu'à la ville, a souligné à juste titre la belle entente entre les confessions de notre ville et a conclu par un hommage enthousiaste à notre prince-régent bien-aimé, havre de paix et d'humanité. 
Le Dr. Kohn, rabbin de district, a prononcé un discours de consécration d'une heure. L'orateur s'est étendu sur l'importance de la maison de Dieu et sur l'effet qui doit en émaner, il a fait remarquer que les Tables de la Loi, qui sont fixées à l'intérieur et qui sont visibles de loin sur le fronton de la synagogue, doivent servir d'avertissement, Il a expliqué que l'amour du prochain et l'amour de la patrie sont enseignés dans la maison de Dieu et a conclu en disant que ce ne sont pas le faste et les discours qui peuvent consacrer une maison de Dieu, mais seulement la vraie crainte de Dieu et la vertu. Le discours, magistral dans sa forme et dans son contenu, a visiblement touché tous les cœurs et a laissé une impression durable... »
La synagogue de Königshöfen, massive et historiciste, donne sur la rue et est orientée vers l'est. Outre le style roman en arc en plein cintre comme style architectural dominant, des éléments gothiques et néoclassiques sont également utilisés. C'est intentionnellement que le concepteur et la communauté religieuse ont désiré souligner les racines profondes des Juifs dans la culture allemande en s'inspirant des modèles de Cassel et de Linz. 
Le centre de l'édifice est la salle de prière pour les hommes, une pièce carrée, dont les côtés mesurent environ dix mètres. À l'ouest se trouve le vestibule, flanqué de deux tours rectangulaires. Le rez-de-chaussée s'ouvre sur l'avant par trois portails en arc plein cintre de même hauteur, rappelant un arc de triomphe antique. Il y a 72 sièges pour les hommes sur des bancs fixes (subsellia), et des tribunes pour les jeunes garçons, situées du côté de l'arc du chœur menant à l'abside avec l'Arche Sainte. L'Arche Sainte se compose d'un portail à colonnes de style roman, fait en pierre et marbre, avec des portes en bois richement décorées. Deux marches y mènent et le pupitre de lecture se trouve dans un renfoncement central. La communauté religieuse de Königshofen de tendance réformatrice, place-la bimah devant l'Arche Sainte et non au centre de la pièce. La communauté souhaitait également limiter la hauteur de la grille de la section réservée aux femmes à l'étage supérieur. Cependant, avant l'achèvement des travaux, le rabbin de district, le Dr Naphthalin Cohn, a déclaré que les grilles en fer forgé n'étaient pas assez hautes, contrairement aux spécifications. Il est alors convenu d'ajouter une décoration ultérieure, ce qui augmente légèrement la hauteur de la grille. La section des femmes est située au-dessus de la section des hommes, sur trois côtés de la salle. Elle est accessible par un escalier dans la tour nord.
La synagogue est construite en grès blanc et a coûté à la communauté la somme, élevée à l'époque, de 40 000 marks. La communauté religieuse de Königshofen ayant épuisé ses fonds propres, reçoit une subvention de l'Association des communautés religieuses israélites de Bavière. Cependant, la majeure partie des coûts de construction ayant été financée par des prêts importants, la capacité d’action future de la communauté se trouve économiquement réduite.

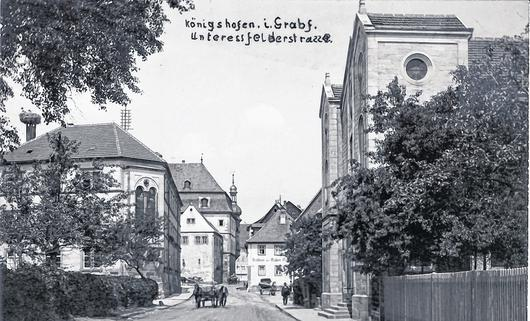
La “An der Untereßfelder Straße”, où se trouve la synagogue

Le pasteur de l'hôpital, le Dr Frank, est certain et l'écrit dans Beiträge zur Heimatkunde (Contributions à l'histoire locale), que la communauté israélite ne regrettera jamais cet investissement: 
« La communauté israélite ne regrettera certainement jamais d'avoir construit par ses propres moyens cet édifice, qui constitue un témoignage durable de sa foi et de son amour de Dieu. Je ne pense pas rencontrer de contradiction en affirmant que ce bâtiment de bon goût, élégant et adapté à la forme mérite également d'être qualifié d'ornement pour Königshofen et d'ornement pour toute la région de Grabfeld… »
En 1929, avant le 25e anniversaire de la synagogue, la communauté décide de réaliser une rénovation complète. Une grande fête a lieu lors du chabbat Nachamu, les 16 et 17 aout 1929, pour la réinauguration de la synagogue. Le rabbin de district Dr. Ephraim de Burgpreppach est présent et prononce le sermon de la fête et inaugure à cette occasion la plaque commémorative fixée sur un mur de la synagogue, pour les quatre morts de la Première Guerre mondiale,.
Après sa rénovation en 1929, la synagogue ne sert de centre religieux à la communauté juive de Königshofen que pendant neuf ans.

### Destruction de la synagogue
Lors de la nuit de Cristal en novembre 1938, la synagogue est profanée et son intérieur détruit. Les hommes juifs de Königshofen sont contraints de scier les meubles de la synagogue et l'Arche Sainte de la communauté de Sulzdorf, conservée dans le vestibule, pour en faire du bois de chauffage. La synagogue, ainsi que les objets rituels et les rouleaux de la Torah, sont ensuite incendiés. Une partie de la parure en argent des rouleaux de Torah avait été préalablement mis en sécurité par des membres de la communauté. La synagogue, endommagée par un incendie, va servir d'entrepôt de bois et de céréales. Le 23 avril 1941, la ville achète la synagogue et l'école. Plus tard, le lieu de culte sert de logement aux prisonniers de guerre belges, français et australiens. Après 1945, le bâtiment reste en ruine et tombe en désuétude. Le cadre en marbre du sanctuaire de la Torah ayant survécu au nazisme et à la guerre, devait, selon le souhait d'un membre émigré de la communauté de Königshofen, être transféré à Haïfa, ce qui échoue en raison du prix d'achat trop élevé.
En 1951, le bâtiment est vendu à un artisan pour être démoli. Début septembre 1952, la synagogue et les restes de son aménagement néo-roman sont démolis. Sur les fondations, le nouveau propriétaire construit une station-service avec un garage automobile. Des briques de la synagogue sont réutilisées pour sa construction.
Une pierre commémorative a été installée près du site de l'ancienne synagogue. Une plaque en bronze avec le dessin de la synagogue et le texte suivant en allemand est fixée sur cette pierre: 
« Unweit von hier, Bamberger Strasse Nr 1, stand von 1904-1951
die Synagoge der jüdischen Kultusgemeinde Königshofen im Grabfeld.
Sie wurde beim Pogrom am 10. November 1938 im inneren zerstört.
Die Stadt Bad Königshofen i. Grabf.
erinnert mit diesem Gedenkstein
an die Verfolgung und die Leiden ihrer jüdischen Bürger

(Non loin d'ici, au 1 de la Bamberger Strasse, se trouvait de 1904 à 1951,
la synagogue de la communauté juive de Königshofen im Grabfeld.
L'intérieur a été détruit lors du pogrom du 10 novembre 1938
La ville de Bad Königshofen i. Grabf.
rappelle avec cette pierre commémorative
la persécution et les souffrances de ses citoyens juifs) »